# Chapelle de Verniette
La chapelle Saint-Hilaire-et-Saint-Eutrope de Verniette est une chapelle romane située à Conlie. Elle a été classée monument historique en 1946 pour ses peintures murales.

## Localisation
La chapelle est située au cœur du hameau de Verniette, à environ 2 km du centre de Conlie. 

## Description
La façade de cette chapelle de style roman est composée d'un porche surmonté d'une croix. Le clocheton carré est situé au-dessus du porche.

## Histoire
Verniette fut une très ancienne paroisse réunie seulement à Conlie en 1802.
Le bourg est situé au croisement de deux chemins antiques :
- l'un vient de Conlie et va jusqu’au relais gallo-romain d’Asnières ;
- l'autre est la voie romaine Nord-sud de Sillé-le-Guillaume à Neuvy-en-Champagne qui se dirige vers les Chevaignés.

La paroisse était proche du « chemin Montois » chemin médiéval qui reliait Le Mans au Mont-Saint-Michel.
La chapelle a été construite au XIIIe siècle et ses peintures représentant notamment le martyre de saint Laurent ou de saint Jean-Baptiste ont été conservées jusqu'à aujourd'hui.
En 2020, la ville de Conlie entreprend, en collaboration avec l'Association de Verniette, des travaux de restructuration du jardin situé en amont de la chapelle afin de redynamiser l'attractivité du lieu. Une table de pique-nique est également installée sur le côté de l'édifice.

## Sources
- André Pioger, « Le chemin d’Auvers »
- Actus pontificum Cenomannis, édition Busson-Ledru.
- Bigot, « Le Canton de Conlie » 1889.
- François Liger, « La Ville rouge à Tennie», 1892.